# Powiat Gryficki

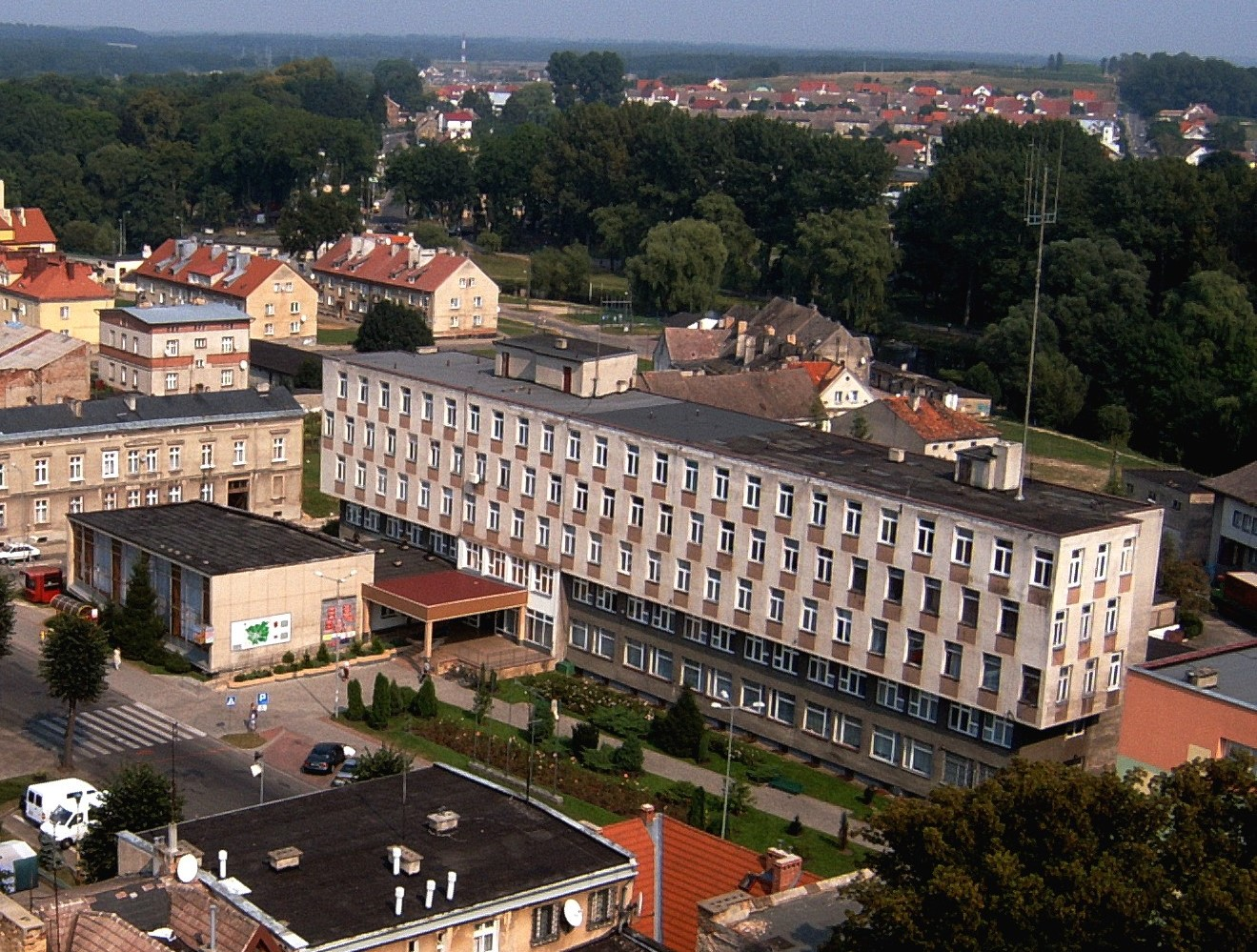
Das Gebäude des Stadtamts und der Landräte

Der Powiat Gryficki (Landkreis Greifenberg) ist ein Powiat an der Ostsee im Nordwesten der polnischen Woiwodschaft Westpommern mit der Kreisstadt Gryfice (Greifenberg).

## Städte und Gemeinden

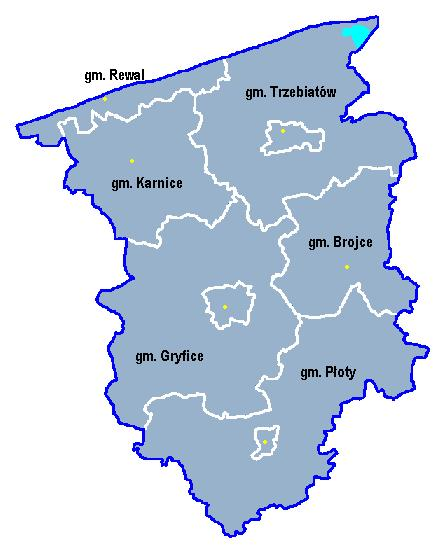
Verwaltungseinteilung des Powiat Gryficki

Der Powiat Gryficki umfasst insgesamt sechs Gemeinden: drei Stadt- und Landgemeinden (SL) und drei Landgemeinden (L):
- Brojce (Broitz) – (L)
- Gryfice (Greifenberg) – (SL)
- Karnice (Karnitz) – (L)
- Płoty (Plathe) – (SL)
- Rewal (Rewahl) – (L)
- Trzebiatów (Treptow an der Rega) – (SL)

## Nachbarlandkreise
|                              | Ostsee                                      |                              |
| Powiat Kamieński (Cammin)    | Kompassrose, die auf Nachbargemeinden zeigt | Powiat Kołobrzeski (Kolberg) |
| Powiat Goleniowski (Gollnow) | Powiat Łobeski (Labes)                      |                              |